# Maestro di Castelsardo
Le Maestro di Castelsardo (le maître de Castelsardo) est un peintre anonyme qui fut actif en Sardaigne de la fin du XVe au début du XVIe siècle. 
Certains l'identifient comme le sarde Gioacchino Cavaro, mais son identité fait encore l'objet de discussions. 
Probablement originaire de Catalogne, il a œuvré dans le nord de la Sardaigne et en Corse. Il rentra en Catalogne où il continua à travailler dans le courant du XVIe siècle. Le Maestro di castelsardo se pose comme médiateur en terre sarde, entre la peinture gothique internationale d'inspiration ibérique, et les nouveautés de la Renaissance italienne et flamande.
L’auteur anonyme fut appelé ainsi en 1926 par l'historien de l'art Carlo Aru (it), qui en partant de son œuvre dans la cathédrale Sant'Antonio Abate à Castelsardo, en traça le profil stylistique.

## Œuvres
- Retable (1492-1500) l'église San Pietro, à Tulli, province de Cagliari.
- Retable de l'église de Sainte-Lucie-de-Tallano En Corse.